# Clipadoretus quadridentatus
Clipadoretus quadridentatus är en skalbaggsart som beskrevs av Rudolph Petrovitz 1967. Clipadoretus quadridentatus ingår i släktet Clipadoretus och familjen Rutelidae. Inga underarter finns listade i Catalogue of Life.